# Athripsodes cinereus
Athripsodes cinereus – gatunek owada z rzędu chruścików i rodziny Leptoceridae. Larwy prowadzą wodny tryb życia.
Athripsodes cinereus jest gatunkiem euroazjatyckim, nie występuje w Islandii, larwy zasiedlają strefę potamalu, jeziora, wody słonawe. W Polsce występuje głównie na nizinach i wyżynach (Tomaszewski 1965). Limnebiont, związany z dnem piaszczystym i jeziorami niższej trofii.
Na Pojezierzu Pomorskim larwy złowione zostały w jeziorze Woświn, stosunkowo licznie w Jeziorze Żarnowieckim, niezbyt licznie w jeziorach lobeliowych, najliczniej na dnie piaszczystym i kamienistym, imagines nad jeziorami w okolicach Kartuz. Na Pojezierzu Mazurskim gatunek ten występował w większości badanych jezior, w niektórych masowo (np. w mezotroficznym jez. Narckim). Larwy najliczniej łowiono w ramienicach, rogatku i wywłóczniku, zbiorowisku Potamogeton filiformis i Potamogeton gramineus, trzcinowisku oraz na dnie piaszczystym. Wyraźnie unika zbiorników z torfowiskowymi brzegami. Stosunkowo często spotykano w litoralu piaszczystym jezior Pojezierza Łęczyńsko-Włodawskiego, w strefie elodeidów oraz trzcin. Gatunek obecny także w Jeziorze Kierskim na dnie kamienistym, często na dnie żwirowo-piaszczystym, mało licznie w oczeretach.
Bardzo pospolity dla jezior, stawów, zalewów morskich oraz dużych i małych rzek Fennoskandii. Obecność stwierdzona w jeziorach i rzekach Estonii. W jeziorach Łotwy występuje masowo i jest szeroko rozprzestrzeniony. Odznacza się bardzo dużą frekwencją w jeziorach mezotroficznych i słaboeutroficznych, dużą frekwencją w eutroficznych i niską w eutroficzno-dystroficznych. Gatunek określany jest jako jeziorno-rzeczny, preferujący niezarośnięte lub słabo zarośnięte fragmenty brzegu. W rzekach współwystępuje z Tinodes waeneri. Na Litwie poławiany nad jeziorami mezotroficznymi i eutroficznym. Występuje w jeziorach Niemiec, Danii, Irlandii.